# 鈴木有布子
鈴木 有布子（すずき ゆふこ、9月4日 - ）は、日本の漫画家。北海道出身・在住。血液型はB型。
2001年、『サウス』（新書館）に掲載の『落第天使』でデビュー。
犬好きで、シェルティを約20年飼っており（現在は、2代目犬・なつ）、犬との日々を描いたブログ「なつとわたし」やエッセイ漫画『犬行』（季刊誌『ウンポコ』（新書館））がある。

## 作風
登場人物の名前はフィーリングで決め、方針としては「難しい名前は付けない」とのこと。
殆どの単行本には、番外編として本編の後日談などを描き下ろしている。これに関し、本人は「後日談は描くのも読むのも大好き」と自身のHPで語っている。

## 作品リスト

### コミックス
- 旬（いまどき）（2002年9月 - 2003年12月、『Wings』、新書館）全4話、単行本全1巻。
  - 番外編『花鳥風月』（描き下ろし）
- 罪と罰（2003年 - 2007年3月、『ハックルベリー』および『Wings』、新書館）全8話、単行本全3巻。
  - お伽話、ひとつ。（2002年5月、『サウス』6月号、新書館）1巻
  - ゆきむし（2004年1月、『Wings』3月号、新書館）1巻
  - 番外編『12年前の罪と罰』（描き下ろし）1巻
  - おもひでまくら（2002年11月、『Wings』1月号、新書館）2巻
  - 番外編『一生のお願い』（描き下ろし）2巻
  - 番外編『12年後の罪と罰』（描き下ろし）3巻
- お振るいあそばせ!（2005年1月、『Wings』3月号、新書館）全1話、単行本全1巻。
  - 夜明けまえ（商業誌未発表）
  - キリエの場合（2004年、『小説Wings』No.44、新書館）
  - ゆうなの場合（2004年、『小説Wings』No.45、新書館）
- 月光ゲーム（原作:有栖川有栖、2005年6月 - 2005年12月、『コミックブレイドMASAMUNE』、マッグガーデン）全4話、単行本全1巻。
  - 月光ゲーム・予告編（2005年4月、『コミックブレイドMASAMUNE』春号、マッグガーデン）
  - 殺刃の家（原案:有栖川有栖、2005年、『コミックブレイドZEBEL』Vol.2、マッグガーデン）
- あの子の腕は虹の続き（2006年4月 - 2006年9月、『Wings』、新書館）全6話、単行本全1巻。
  - 番外編『その後の二人』（描き下ろし）2編
  - 番外編『あの人は今…?（どれみふぁメンバー8年後編）』（描き下ろし）
- 丘の上のバンビーナ（2007年6月 - 2007年12月、Wings、新書館）全6話、単行本全1巻。
  - 番外編『センチメント』（描き下ろし）
  - 番外編『丘の上のバンビーノ』（描き下ろし）
- 孤島パズル（原作:有栖川有栖、2007年11月 - 2008年12月、『avarus』、マッグガーデン）全13話、単行本全3巻。
  - ハードロック・ラバーズ・オンリー（原作:有栖川有栖、2006年、『コミックブレイドZEBEL』Vol.4、マッグガーデン）1巻。
  - 瑠璃荘事件（原作:有栖川有栖、2006年、『コミックブレイドZEBEL』Vol.5、マッグガーデン）2巻。
  - 壁抜け男の謎（原案:有栖川有栖、2006年、『コミックブレイドZEBEL』Vol.3、マッグガーデン）3巻。
- 空ちゃんの恋〜お振るいあそばせ!〜（2008年3月 - 2008年5月、『Wings』、新書館）全3話、単行本全1巻。
  - 火花（2007年5月、『Wings』、新書館）
  - 二人について（2009年7月、『Wings』9月号、新書館）
- Bino!Bino!（2008年8月 - 2009年10月、『Wings』、新書館）全6話、単行本全1巻。
- ゆうまくんのまいにち（2009年3月 - 2009年12月、『avarus』2009年4月号 - 2010年1月号、マッグガーデン）全4話、単行本全1巻。
  - ゆうまくんのいちにち（2006年6月、『コミックブレイド』MASAMUNE初夏号、マッグガーデン）
  - 番外編『勇馬君の毎日』（描き下ろし）
- キャンディ（『つぼみ』Vol.5、Vol.6、Vol.9 - Vol.11、芳文社）単行本全2巻。
- 星河万山霊草紙（2010年3月 - 2012年、『ITAN』零号[1] - 9号[2]、講談社）全9話、単行本全2巻。
- 願いましては（2010年4月 - 2011年4月、『Wings』2010年6月号[3] - 2011年6月号[4]、新書館）全5話。単行本全1巻。
- 歩くんの○○な日々（2010年6月 - 2011年9月、『月刊コミックブレイドアヴァルス』2010年7月号[5] - 2011年10月号[6]、マッグガーデン）「ゆうまくんのまいにち」の続編、単行本全2巻。
- 反面王子（2012年1月 - 2013年8月、『月刊コミックアヴァルス』2012年7月号[7] - 2013年9月号、マッグガーデン）単行本全3巻。
- 上條先生のお嫁さん（2013年12月 - 2014年12月、『Wings』2014年2月号[8] - 2015年2月号[9]、新書館）全5話。単行本全1巻。
- 箱の中のいつかの海（2014年1月 - 3月、『BE・LOVE』3号[10] - 7号、講談社）単行本全1巻。
- ひとふれ（2014年6月 - 10月、月刊コミックアヴァルス7月号[11] - コミックアヴァルス（オンラインコミック）10月15日更新分 、マッグガーデン）全5話。単行本1巻。
- 雪隠ラプソディー（2015年2月、『Wings』4月号、新書館）全1話、単行本全1巻。
  - 厨房ラプソディー（2016年6月、『Wings』8月号、新書館）
  - 団欒ラプソディー（2016年8月、『Wings』10月号、新書館）
  - 色とりどりの石（きみ）たちへ（2015年10月 - 2016年2月、『Wings』12月号 - 4月号、新書館）全3話
- I'm home!（2015年6月 - 10月、Beat's（オンラインコミック）6月25日 - 10月26日更新分、マッグガーデン）全5話。単行本全1巻。
- 廻り暦（めぐりごよみ）（2016年6月 - 2017年4月、『BE・LOVE』 2016年12号 - 2017年8号、講談社）全5話、単行本全1巻。
- ちょっと今から仕事やめてくる（原作：北川恵海、2016年11月 - 2017年4月、『コミックフラッパー』 2016年12月号[12] - 2017年5月号、KADOKAWA）単行本全1巻[13]。
- ツールボックス・コンプレックス（2017年8月 - 2018年8月、『Wings』2017年10月号[14] - 2018年10月号[15]、新書館）全7話、単行本全1巻。
- 愛に愛らし愛しいあなた（連載初期のタイトルは「ほんとのこころ」）（2019年2月 - 12月、『Wings』2019年4月号 - 2020年2月号[16]、新書館）全6話、単行本全1巻[17]。
- ゴマ塩とぷりん（2018年7月 - 2020年6月、Webレーベル『ズレット!』2018年7月27日 - 2020年6月12日、BookLive!・リイド社）全18話＋番外編、単行本全3巻。
- コインランドリー初恋白書（2020年8月 - 12月、『Wings』2020年10月号[18] - 2021年2月号[19]、新書館）単行本全1巻。

### コミックス未収録作品
- 落第天使（2001年5月、『サウス』6月号、新書館）
- ヒステリック・ペッパーズ（2004年12月、『Wings』2月号、新書館）
- 全き世界（2005年11月、『Wings』1月号、新書館）
- 救世主 吉田くん（2009年2月、『flowers』、小学館）
- 粉雪のツェルト（2012年2月、『ジャンプ改』Vol.8[20]、集英社）
- 28歳の思春期（2012年9月、『BE・LOVE』18号[21]、講談社）
- 青い光（2015年5月、『BE・LOVE』 11号、講談社）
- 君と青（2016年4月、『BE・LOVE』 10号[22]、講談社）
- 恋は異なもの美味なもの（2017年11月10日 - 12月22日（全6話）、Webレーベル『ズレット!』、BookLive!）
- 彼は誰・誰そ彼（2018年10月 - 12月、『Wings』12月号[23]・2019年2月号（前後編）、新書館）
- 鴨と木屑（2021年10月、『Cocohana』2021年12月号）
- cue!!![キュー!!!]（『コミックシーモア』2024年10月12日[24] - ）

### エッセイ
- 犬行（2005年 - 2009年4月、『ウンポコ』、新書館）全11話。

### イラスト
- きみの処方箋（月村奎著、ディアプラス文庫）全1巻。